# Катастрофа Ан-26 в Омдурмане
Катастрофа Ан-26 в Омдурмане — авиационное происшествие 25 февраля 2025 года c самолётом ВВС Судана около авиабазы Вади-Сейдна в жилом районе города вскоре после взлёта из-за неустановленной механической неисправности. Суданские власти заявили, что погибло не менее 61 человека. 

## Предыстория
Суданская армия вовлечена в вооружённый конфликт с «Силами быстрого реагирования» с апреля 2023 года, что привело к широкомасштабному гуманитарному кризису. По состоянию на февраль 2025 года около 13 миллионов человек стали беженцами. Катастрофа произошла на следующий день после того, как «Силы быстрого реагирования» заявили, что сбили истребитель в Южном Дарфуре.
Есть мнение, что в Судане имеются проблемы в области организации безопасности полётов, в основном из-за плохого обслуживания и старения авиационного парка.

## Пассажиры и экипаж
Сообщалось, что на борту самолёта Ан-26 находились несколько высокопоставленных офицеров Вооружённых сил Судана и экипаж вместе с гражданскими лицами и он направлялся в Порт-Судан. Среди пассажиров были старший командующий армии генерал-майор Бахр Ахмед, который ранее руководил обороной Хартума, и старший военный офицер подполковник Авад Аюб, а также 3 белорусских авиаинженера.  

## Катастрофа
Самолёт упал вскоре после взлёта с авиабазы Вади-Сейдна на жилой дом в Омдурмане. Очевидцы сообщили, что самолёт летел на относительно низкой высоте, прежде чем резко упал и загорелся. Источники сообщили СМИ, что наиболее вероятной причиной катастрофы является механическая неисправность, хотя её характер пока не разглашается.
Сообщается также о гибели 15 мирных жителей на земле в результате крушения, а также о повреждениях близлежащих жилых домов в районе, где разбился самолет. Среди погибших имеются женщины и дети. Катастрофа также привела к отключению электроэнергии в близлежащих районах. Министерство здравоохранения Судана опубликовало заявление, что организованы поисковые работы по обнаружению оставшихся под завалами пострадавших. Ещё 10 человек получили ранения.